# Llano Grande, Xoxocotla
Llano Grande är en ort i Mexiko.   Den ligger i kommunen Xoxocotla och delstaten Veracruz, i den sydöstra delen av landet, 230 km öster om huvudstaden Mexico City. Llano Grande ligger 2 490 meter över havet och antalet invånare är 141.
Terrängen runt Llano Grande är lite bergig, och sluttar österut. Runt Llano Grande är det ganska tätbefolkat, med 93 invånare per kvadratkilometer. Närmaste större samhälle är Zongolica, 17,1 km nordost om Llano Grande. Omgivningarna runt Llano Grande är en mosaik av jordbruksmark och naturlig växtlighet.